# Isonychus discolor
Isonychus discolor är en skalbaggsart som beskrevs av Moser 1924. Isonychus discolor ingår i släktet Isonychus och familjen Melolonthidae. Inga underarter finns listade i Catalogue of Life.